# Airaphilus natavidadei
Airaphilus natavidadei là một loài bọ cánh cứng trong họ Silvanidae. Loài này được Peyerimhoff miêu tả khoa học năm 1937.